# Tierra Blanca, Candelaria Loxicha
Tierra Blanca är en ort i Mexiko.   Den ligger i kommunen Candelaria Loxicha och delstaten Oaxaca, i den sydöstra delen av landet, 500 km sydost om huvudstaden Mexico City. Tierra Blanca ligger 454 meter över havet och antalet invånare är 132.
Terrängen runt Tierra Blanca är huvudsakligen kuperad, men norrut är den bergig. Terrängen runt Tierra Blanca sluttar söderut. Runt Tierra Blanca är det ganska tätbefolkat, med 86 invånare per kvadratkilometer. Närmaste större samhälle är San Pedro Pochutla, 17,4 km söder om Tierra Blanca. Omgivningarna runt Tierra Blanca är en mosaik av jordbruksmark och naturlig växtlighet.